# Bygging
AB Bygging, tidigare AB Byggförbättring, var ett svenskt företag inom byggbranschen, grundat 1942, som blev världsledande inom byggtekniken glidformsgjutning. Företaget uppgick 1980 i AB Bygging-Uddemann och ingår idag i Bygging-Uddemann Group.

## Historia

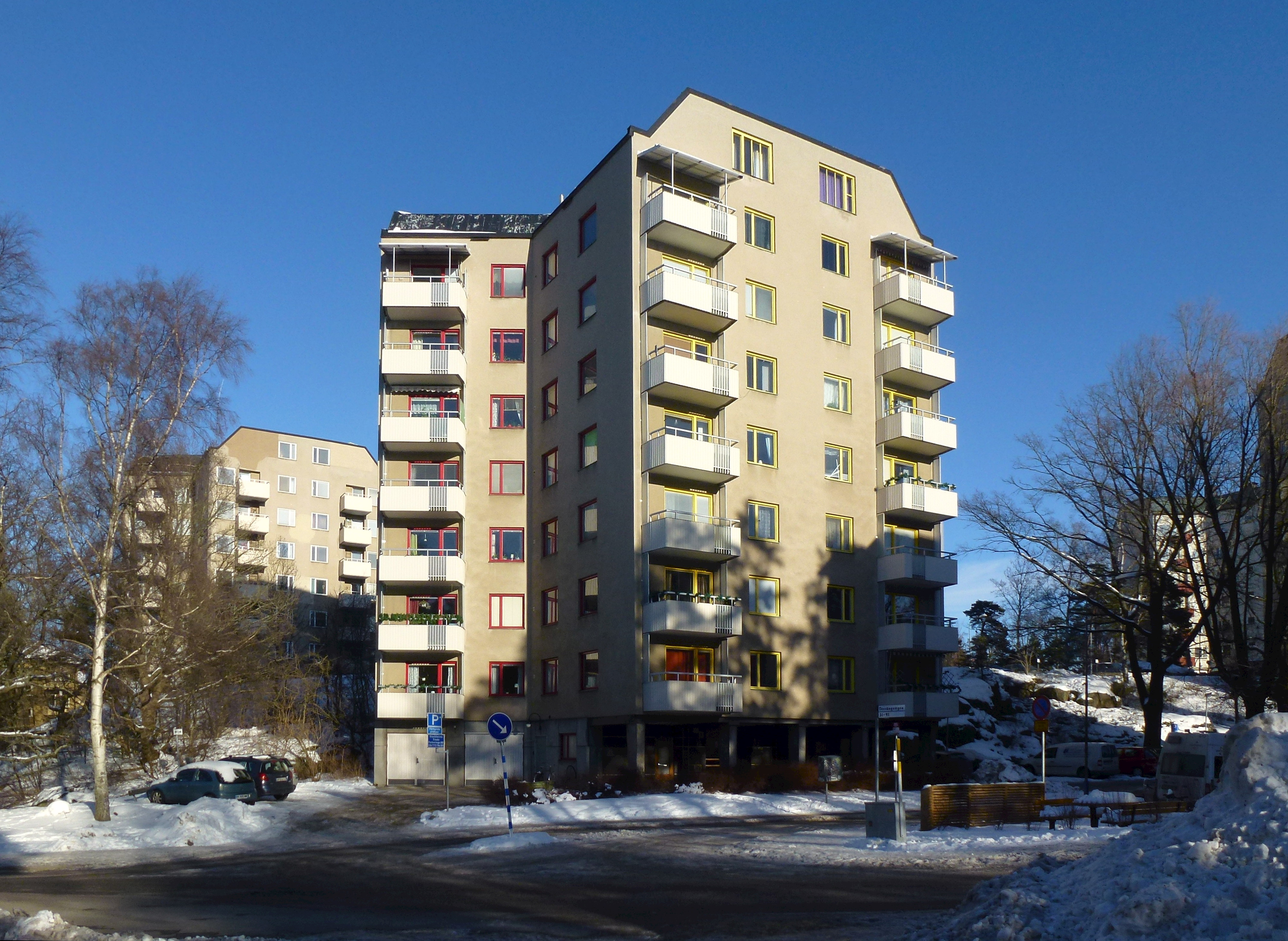
Nutida foto från Snöflingebacken i Västertorp 2015

Sverige var ett föregångsland med byggtekniken glidformsgjutning tack vare det 1942 grundade företaget AB Byggförbättring, vilket senare fick namnet AB Bygging. En av Byggförbättrings utvecklare, Rolf Johansson, uppfann 1944 en ny metod för gjutning av betong, genom att hydrauliska klätterdomkrafter lyfte en flyttbar form, som gled uppåt, medan betongen fylldes på ovanifrån efter hand, vilken sedan dess kallas för glidform. 1946 tog Rolf Johansson världspatent på den hydrauliska glidformsdomkraften och företaget Byggförbättring blev världsledande inom denna byggteknink, med verksamhet på fem kontinenter, under det nya namnet Bygging. 

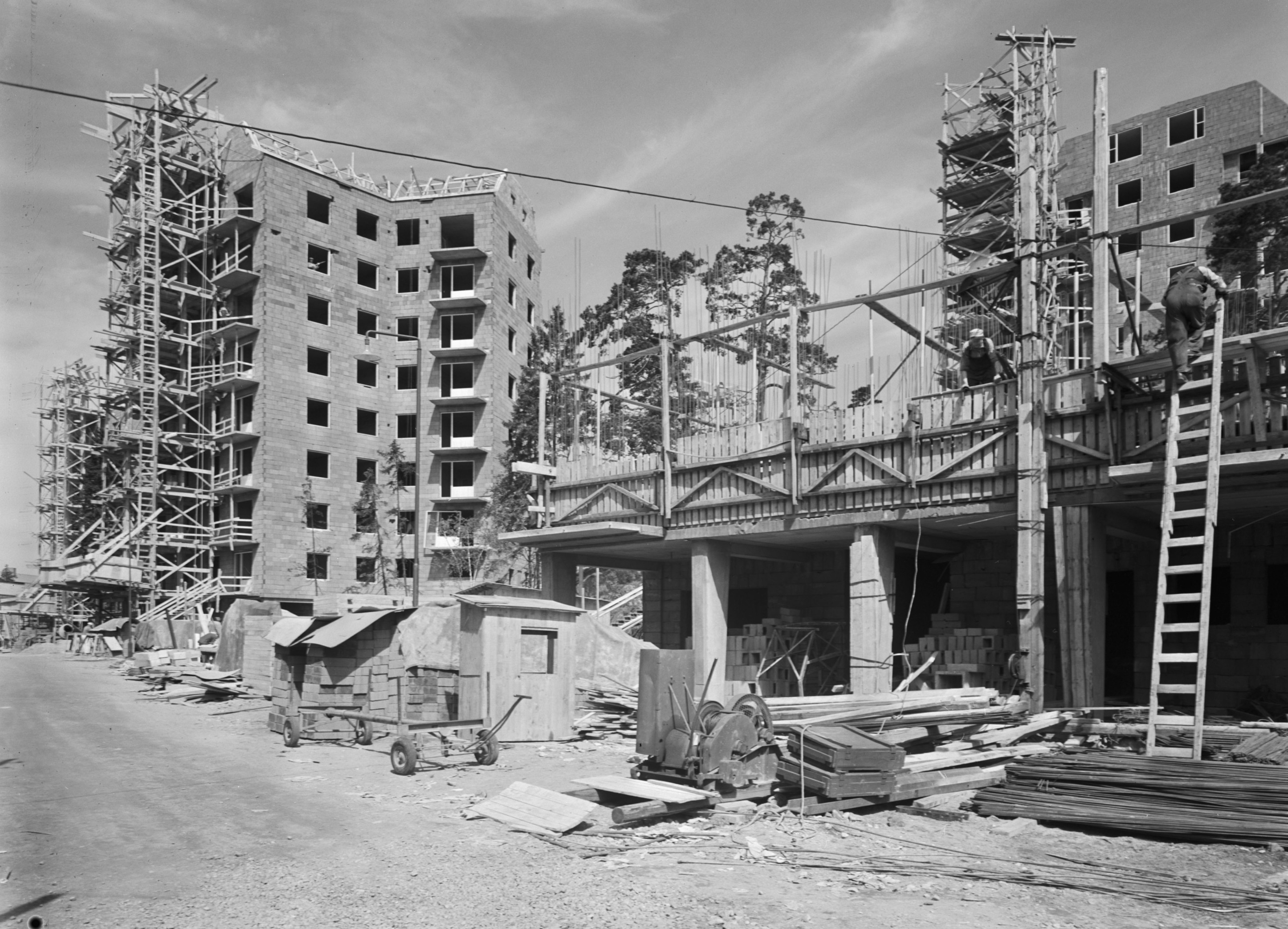
Stjärnhusen på Skidvägen 1 och närmast 3 under uppförande med glidform, 1950. I bakgrunden syns ett av husen på Snöflingebacken.

Under 1940-talet hade ingenjörerna Emrik Lindman och Erik von Heidenstam prövat att från en glidform, där cement fylldes på uppifrån, gjuta ett flertal silos med gott resultat. 1949 ansågs tekniken så beprövad att man ville applicera tekniken vid byggnad av bostadshus, varför man 1950 uppförde fyra större punkthus med denna hydrauliska glidformsmetod.
AB Byggförbättring uppförde på Skidvägen i Stockholms stadsdel Västberga under våren 1950, två åttavåningshus och ett sjuvåningshus för Hyreshus i Stockholm AB, vilka om det inte var de absolut första i världen, åtminstone bland de allra första byggnader som uppfördes med denna metod:
| ”                                                                                | Arbetet bedrevs i två 8 ½ h skift. Arbetsstyrkan per skift var: ett gjutarlag på sju man, en spelskötare, tre armerare, två plattsättare, två hantlangare på marken, en hantlangare för diverse på arbetsplanet och en formlyftare; dessutom en à tre timmermän för insättning av ursparingar för fönster, bjälklagsanfang, byggande av invändig tramp i trapphuset och horisontalstagning av de fristående pelarna. | „ |
| – Glidformsgjutning av betonghus, av civilingenjör Sven-Erik Svensson, Stockholm | |   |

Senare, under sommaren 1950, uppförde AB Skånska Cementgjuteriet (SCG) på Kungsholmen i Stockholm, ett niovåningshus, också med glidformsteknik, varvid AB Byggförbättring tillhandahöll sina patenterade hydrauliska lyftare, medan själva formlyftningen ombesörjdes av Svenska Entreprenad AB.
Byggings kanske mest kända projekt var CN Tower (Canadian National Tower) i Toronto,  ett 553 meter högt TV-torn med en roterande restaurang och stadens landmärke, vilket var världens högsta fristående byggnadsverk och världens högsta torn när det invigdes 1976.

## Bygging-Uddemann
Efter decennier av konkurrens med det 1955 grundade företaget AB Uddemann Byggteknik, fick de båda företagen 1980 en gemensam framtid med orden The sky is the limit, när de  uppgick i det nybildade företaget AB Bygging-Uddemann.